# Aboncourt-Gesincourt
Aboncourt-Gesincourt ist eine Gemeinde im französischen Département Haute-Saône in der Region Bourgogne-Franche-Comté (Ostfrankreich).

## Geographie
Aboncourt-Gesincourt liegt auf einer Höhe von 228 m über dem Meeresspiegel, acht Kilometer südöstlich von Jussey, etwa 21 Kilometer nordwestlich der Stadt Vesoul (Luftlinie) und 77 km nördlich von Besançon. Das Dorf erstreckt sich im nordwestlichen Teil des Departements, im Tälchen des Ruisseau d’Aboncourt, westlich des Saônetals.
Die Fläche des 10,68 km² großen Gemeindegebiets umfasst einen Abschnitt der leicht gewellten Landschaft westlich des oberen Saônetals. Der zentrale Teil des Gebietes wird von der Talmulde des Ruisseau d’Aboncourt eingenommen, der für die Entwässerung nach Nordosten zur Saône sorgt. Flankiert wird das Tal auf beiden Seiten von einer gewellten Hochfläche, die durchschnittlich auf 250 m liegt. Landwirtschaftliche Nutzung herrscht hier vor. Nach Nordosten reicht das Gemeindeareal bis in die Alluvialniederung der Saône hinunter. Gegen Südwesten steigt das Gelände leicht bis zur waldigen Höhe des Grand Lien, auf dem mit 315 m die höchste Erhebung von Aboncourt-Gesincourt erreicht wird. Er gehört zu den Ausläufern der Hochfläche von Combeaufontaine. In geologisch-tektonischer Hinsicht besteht das Gebiet aus einer Wechsellagerung von sandig-mergeligen und kalkigen Sedimenten der Lias (Unterjura).
Die Doppelgemeinde besteht aus den Ortsteilen Aboncourt (228 m) im Tal des Ruisseau d’Aboncourt und Gesincourt (238 m) am Aufgang zum angrenzenden Plateau. Nachbargemeinden von Aboncourt-Gesincourt sind Gevigney-et-Mercey und Fouchécourt im Norden, Purgerot im Osten, Arbecey im Süden sowie Lambrey im Westen.

## Geschichte
Überreste aus der gallorömischen Zeit weisen auf eine sehr frühe Besiedlung des Gebietes hin. Aboncourt wird bereits im 10. Jahrhundert als Kirchort erwähnt. Gesincourt ist seit 1150 belegt. Im Mittelalter gehörten Aboncourt und Gesincourt zur Freigrafschaft Burgund und darin zum Gebiet des Bailliage d’Amont. Aboncourt war der Herrschaft Amance unterstellt. Seine Kirche ging 1256 an das Kloster Saint-Vincent in Besançon. Zusammen mit der Franche-Comté gelangten beide Ortschaften mit dem Frieden von Nimwegen 1678 definitiv an Frankreich. 
Im Jahr 1964 fusionierten Aboncourt und Gesincourt zur Doppelgemeinde. Heute ist Aboncourt-Gesincourt Mitglied des acht Ortschaften umfassenden Gemeindeverbandes Communauté de communes des Vertes Vallées.

## Sehenswürdigkeiten
Die Kirche von Aboncourt wurde im 19. Jahrhundert neu erbaut. Sie besitzt bemerkenswerte bemalte Holzstatuen aus dem 16. bis 18. Jahrhundert. Die Gemeindeverwaltung ist in einer ehemaligen Kapelle aus dem 17. Jahrhundert untergebracht. In beiden Ortschaften befinden sich verschiedene Häuser aus dem 17. bis 19. Jahrhundert, die den traditionellen Stil der Haute-Saône zeigen. In Gesincourt steht das Maison des Franchises.

## Bevölkerung
| Jahr                       | 1962 | 1968 | 1975 | 1982 | 1990 | 1999 | 2006 | 2011 | 2016 | 2022 |
| Einwohner                  | 306  | 296  | 313  | 240  | 215  | 204  | 247  | 221  | 215  | 216  |
| Quellen: Cassini und INSEE |      |      |      |      |      |      |      |      |      |      |

Mit 216 Einwohnern (1. Januar 2022) gehört Aboncourt-Gesincourt zu den kleinen Gemeinden des Département Haute-Saône. Während des gesamten 20. Jahrhunderts nahm die Einwohnerzahl kontinuierlich ab (1896 wurden noch 467 Personen gezählt). Erst in den letzten Jahren wurde wieder ein leichtes Bevölkerungswachstum verzeichnet.

## Wirtschaft und Infrastruktur
Aboncourt-Gesincourt war bis weit ins 20. Jahrhundert hinein ein vorwiegend durch die Landwirtschaft (Ackerbau, Obstbau und Viehzucht) geprägtes Dorf. Heute gibt es einige Betriebe des lokalen Kleingewerbes, darunter eine Käserei. In den letzten Jahrzehnten hat sich das Dorf zu einer Wohngemeinde gewandelt. Viele Erwerbstätige sind deshalb Wegpendler, die in den größeren Ortschaften der Umgebung ihrer Arbeit nachgehen.
Der Ort liegt abseits der größeren Durchgangsachsen an einer Departementsstraße, die von Port-sur-Saône nach Jussey führt. Weitere Straßenverbindungen bestehen mit Lambrey und Fouchécourt.